# NGC 1453
NGC 1453 ist eine elliptische Galaxie mit aktivem Galaxienkern vom Hubble-Typ E2 im Sternbild Eridanus südlich des Himmelsäquators. Sie ist schätzungsweise 172 Millionen Lichtjahre von der Milchstraße entfernt und hat einen Durchmesser von etwa 125.000 Lichtjahren. 

Wahrscheinlich bilden die Galaxien NGC 1441, NGC 1449, NGC 1451 und NGC 1453 ein gravitativ gebundenes Quartett.
Das Objekt wurde am 30. September 1786 vom deutsch-britischen Astronomen William Herschel entdeckt.